# Aristide Batiot
Aristide Batiot est un homme politique français né le 8 avril 1843 aux Essarts (Vendée), où il est mort le 3 février 1895.

## Biographie
Aristide Armand Constant Batiot est le fils d'Armand Auguste Désiré Batiot, notaire, conseiller général de la Vendée, et de Joséphine Prudence Batiot. Il épouse la fille de Jean Marie Damour, maire de Chavagnes-en-Paillers.
Après sa scolarité au lycée de La Roche-sur-Yon, il suit ses études de droit à Paris. Il commande une compagnie de gardes nationaux mobilisés pendant la guerre franco-allemande de 1870.
Notaire aux Essarts de 1871 à 1875, à la suite de son père, il est conseiller général en 1880, conseiller d'arrondissement de 1883 à 1889 et député de la Vendée de 1889 à 1895, siégeant à gauche.

## Source
- « Aristide Batiot », dans le Dictionnaire des parlementaires français (1889-1940), sous la direction de Jean Jolly, PUF, 1960 [détail de l’édition]